# Ineffabilis Deus

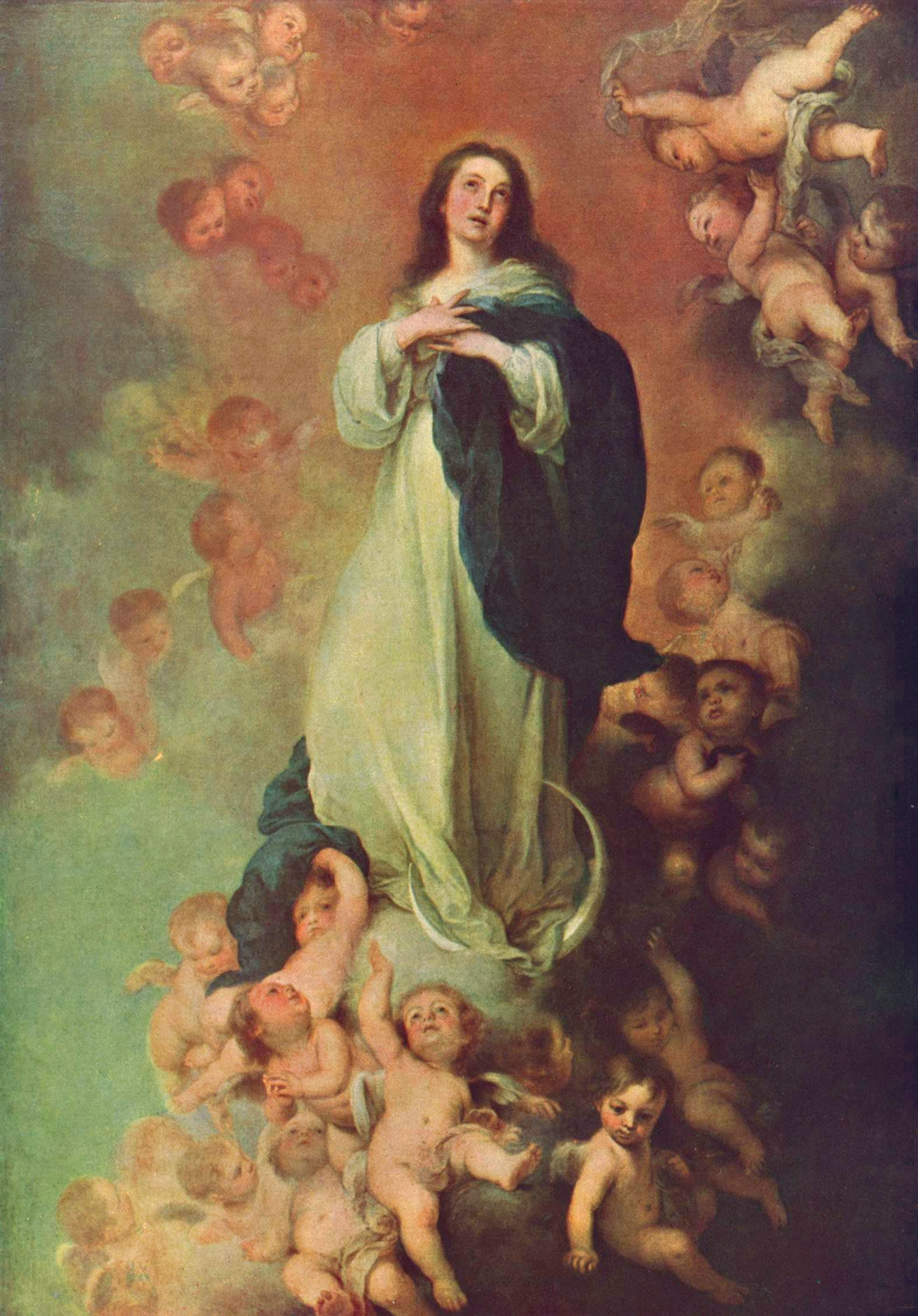
Maria Onbevlekt Ontvangen schilderij van Bartolomé Murillo

Ineffabilis Deus (Latijn voor God die onuitsprekelijk is) is de titel van een pauselijke bul die paus Pius IX op 8 december 1854 uitvaardigde ter bevestiging van het dogma fidei van de Onbevlekte Ontvangenis van Maria. Vijf jaar eerder had Pius, met de encycliek Ubi Primum alle bisschoppen gevraagd wat hun gedachten waren over het leerstuk van de Onbevlekte Ontvangenis.
In de bul onderzoekt Pius IX de katholieke traditie van Mariaverering in het volksgeloof, zowel als verschillende auteurs - waaronder vele van zijn voorgangers - die zich met het onderwerp hebben beziggehouden. Ook verwijst hij naar zijn encycliek van 1849 en naar een bijzonder consistorie dat hij met alle kardinalen heeft gehouden rond het thema.
De formulering van het dogma is als volgt:

Derhalve, na zonder ophouden in vernedering en vasten onze bijzondere gebeden en de openbare gebeden van de Kerk aan God de Vader door Zijn Zoon te hebben opgedragen, opdat Hij door de kracht van de Heilige Geest ons zou besturen en versterken; - de hulp ingeroepen hebbende van geheel het hemels hof, en met verzuchtingen de Geest onze Parakleet om bijstand gesmeekt hebbende, en deze het dus ingevende, zo is het dat wij, ter ere van de heilige en ondeelbare Drievuldigheid, tot siering en luister van de H. Maagd en Moeder Gods, ter verheffing van het Katholiek geloof, en ter uitbreiding van de christelijke godsdienst, op gezag van onze Heer Jezus Christus, van de gelukzalige apostelen Petrus en Paulus en het onze, verklaren, uitspreken en bepalen, dat de leer, welke houdt dat de allerzaligste Maagd Maria in de eerste stand van haar Ontvangenis door een enige bijzondere genade en bevoorrechting van de almachtige God, om de wille van de verdiensten van Christus Jezus de Behouder van het mensdom, van alle smet van de erfschuld vrij is bewaard, door God is geopenbaard, en alzo door alle gelovigen vast en bestendig moet geloofd worden. Alzo, wanneer er mochten wezen, die, hetgeen God verhoede, het onderstonden anders dan door ons bepaald is in het hart te menen, dezen mogen weten, en zijn zij het in het vervolg indachtig, dat zij door eigen oordeel veroordeeld ten opzichte van het geloof schipbreuk geleden hebben en van de eenheid van de Kerk zijn afgevallen; en bovendien, dat zij ipso facto zich de straffen bij het recht bepaald op de hals halen, bijaldien zij hetgeen zij in het hart menen, met woord of schrift of op enige andere uiterlijke wijze, zich vermeten kenbaar te maken.

De afkondiging van het dogma zette onder katholieken een nieuwe golf van Mariaverering in gang.